# Lotus E21
Der Lotus E21 war der Formel-1-Rennwagen des Lotus F1 Teams für die Formel-1-Saison 2013. Er war der vierte Rennwagen des Teams, seit es im Besitz von Genii Capital war und  der einundzwanzigste Rennwagen, der in der Fabrik im britischen Enstone entworfen und gebaut wurde; daher trug er den Namen E21. Motorenlieferant des Fahrzeugs war Renault. Der Lotus E21 wurde am 28. Januar 2013 als erstes Fahrzeug der Saison 2013 in Enstone vorgestellt. Die Präsentation wurde über die Internetplattform Youtube live übertragen.

## Technik und Entwicklung
Der Lotus E21 ist das Nachfolgemodell des Lotus E20. Der von James Allison konstruierte Wagen hatte wie der E20 einen markanten Nasenhöcker, obwohl die FIA den Teams die Möglichkeit bot mithilfe einer sogenannten Eitelkeitsblende den ästhetischen Makel zu verdecken.
Den Treibstoff und die Schmierstoffe für den Boliden lieferte Total. Der Motor stammte, genau wie das KERS, von Renault und hatte eine Leistung von mehr als 550 kW (≈750 PS). Die Magnesiumräder kamen von OZ Racing, die Reifen lieferte wie bei allen anderen Teams der italienische Hersteller Pirelli.
Wie alle Formel-1-Fahrzeuge der Saison 2013 war der E21 mit KERS und DRS ausgerüstet.
Der Lotus E21 war eine Weiterentwicklung des Vorgängermodells. Die Radaufhängungen an Vorder- und Hinterachse wurden grundlegend überarbeitet, um bessere aerodynamische Möglichkeiten zu gewährleisten. Außerdem wurden Front- und Heckflügel weiterentwickelt.
Während der Saison testete Lotus mehrfach ein passives DRS-System, das aber nur beim Großen Preis von Großbritannien im Rennen eingesetzt wurde. Außerdem entwickelte Lotus für die zweite Saisonhälfte eine Version mit einem zehn Zentimeter (nach anderen Quellen 7,5 cm) längeren Radstand, das im Training zum Großen Preis von Italien zum ersten Mal eingesetzt wurde. Hierfür wurde der Winkel der Vorderradaufhängung verändert und eine längere Fahrzeugnase verwendet sowie der Frontflügel weiter vorne positioniert. Hinter dem Befestigungspunkt der Vorderradaufhängung blieb der Wagen unverändert. Der erste Renneinsatz dieser Version fand beim Großen Preis von Korea statt.
Zum Großen Preis von Deutschland musste Lotus die Vorderradaufhängung des E21 verändern, da diese nicht dem Technischen Reglement entsprach. Statt maximal drei liefen mit den beiden unteren Querlenkern, der Druckstrebe und der Lenkstange vier Aufhängungselemente an einem Anlenkpunkt zusammen.

## Lackierung und Sponsoring
Der E21 war wie sein Vorgängermodell in Schwarz-Gold lackiert. Durch die Sponsoren Total und Genii Capital erhielt der Wagen zusätzlich rote Farbakzente. Weitere Sponsorenaufkleber kamen von den aus dem Unilever-Konzern stammenden Produkten Rexona und Clear sowie vom Energy-Drink burn.

## Fahrer
An der Fahrerpaarung von Lotus wurde nichts verändert, Kimi Räikkönen und Romain Grosjean bestritten die Saison. Testfahrer waren Jérôme D’Ambrosio, Nicolas Prost und Davide Valsecchi.
Zwei Rennen vor Saisonende wurde Heikki Kovalainen als Ersatz für den verletzten Räikkönen unter Vertrag genommen.

## Saison 2013
Der Saisonstart in Australien verlief gut. Kimi Räikkönen siegte mit einer Zwei-Stopp-Strategie, während seine direkten Konkurrenten eine Drei-Stopp-Strategie wählten. Im Laufe der Saison gelang kein weiterer Sieg, Räikkönen konnte jedoch sechs zweite Plätze und einen dritten Platz erreichen. Grosjean erreichte fünfmal den dritten Platz und beim vorletzten Rennen, dem Großen Preis der USA, den zweiten Platz. Kovalainen konnte bei seinen beiden Rennteilnahmen keine Punkte erreichen. Am Saisonende belegte Lotus Platz vier in der Konstrukteurswertung.

## Ergebnisse
| Fahrer               | Nr.                  | 1  | 2 | 3 | 4 | 5   | 6   | 7  | 8   | 9 | 10 | 11  | 12 | 13  | 14 | 15 | 16 | 17  | 18  | 19  | Punkte | Rang |
| -------------------- | -------------------- | -- | - | - | - | --- | --- | -- | --- | - | -- | --- | -- | --- | -- | -- | -- | --- | --- | --- | ------ | ---- |
| Formel-1-Saison 2013 | Formel-1-Saison 2013 |    |   |   |   |     |     |    |     |   |    |     |    |     |    |    |    |     |     |     | 315    | 4.   |
| K. Räikkönen         | 7                    | 1  | 7 | 2 | 2 | 2   | 10  | 9  | 5   | 2 | 2  | DNF | 11 | 3   | 2  | 5  | 7  | DNF | INJ | INJ | 315    | 4.   |
| H. Kovalainen        | 7                    |    |   |   |   |     |     |    |     |   |    |     |    |     |    |    |    |     | 14  | 14  | 315    | 4.   |
| R. Grosjean          | 8                    | 10 | 6 | 9 | 3 | DNF | DNF | 13 | 19* | 3 | 6  | 8   | 8  | DNF | 3  | 3  | 3  | 4   | 2   | DNF | 315    | 4.   |

| Legende  | Legende            | Legende                                                          |
| Farbe    | Abkürzung          | Bedeutung                                                        |
| -------- | ------------------ | ---------------------------------------------------------------- |
| Gold     | –                  | Sieg                                                             |
| Silber   | –                  | 2. Platz                                                         |
| Bronze   | –                  | 3. Platz                                                         |
| Grün     | –                  | Platzierung in den Punkten                                       |
| Blau     | –                  | Klassifiziert außerhalb der Punkteränge                          |
| Violett  | DNF                | Rennen nicht beendet (did not finish)                            |
| Violett  | NC                 | nicht klassifiziert (not classified)                             |
| Rot      | DNQ                | nicht qualifiziert (did not qualify)                             |
| Rot      | DNPQ               | in Vorqualifikation gescheitert (did not pre-qualify)            |
| Schwarz  | DSQ                | disqualifiziert (disqualified)                                   |
| Weiß     | DNS                | nicht am Start (did not start)                                   |
| Weiß     | WD                 | zurückgezogen (withdrawn)                                        |
| Hellblau | PO                 | nur am Training teilgenommen (practiced only)                    |
| Hellblau | TD                 | Freitags-Testfahrer (test driver)                                |
| ohne     | DNP                | nicht am Training teilgenommen (did not practice)                |
| ohne     | INJ                | verletzt oder krank (injured)                                    |
| ohne     | EX                 | ausgeschlossen (excluded)                                        |
| ohne     | DNA                | nicht erschienen (did not arrive)                                |
| ohne     | C                  | Rennen abgesagt (cancelled)                                      |
| ohne     | keine WM-Teilnahme |                                                                  |
| sonstige | P/fett             | Pole-Position                                                    |
| sonstige | 1/2/3/4/5/6/7/8    | Punktplatzierung im Sprint-/Qualifikationsrennen                 |
| sonstige | SR/kursiv          | Schnellste Rennrunde                                             |
| sonstige | *                  | nicht im Ziel, aufgrund der zurückgelegten Distanz aber gewertet |
| sonstige | ()                 | Streichresultate                                                 |
| sonstige | unterstrichen      | Führender in der Gesamtwertung                                   |